# 操演
- 關於军事训练的操练演习，請見「练兵」。
- 關於日語漢字「操演」的中文意思，請見「现场特效」。

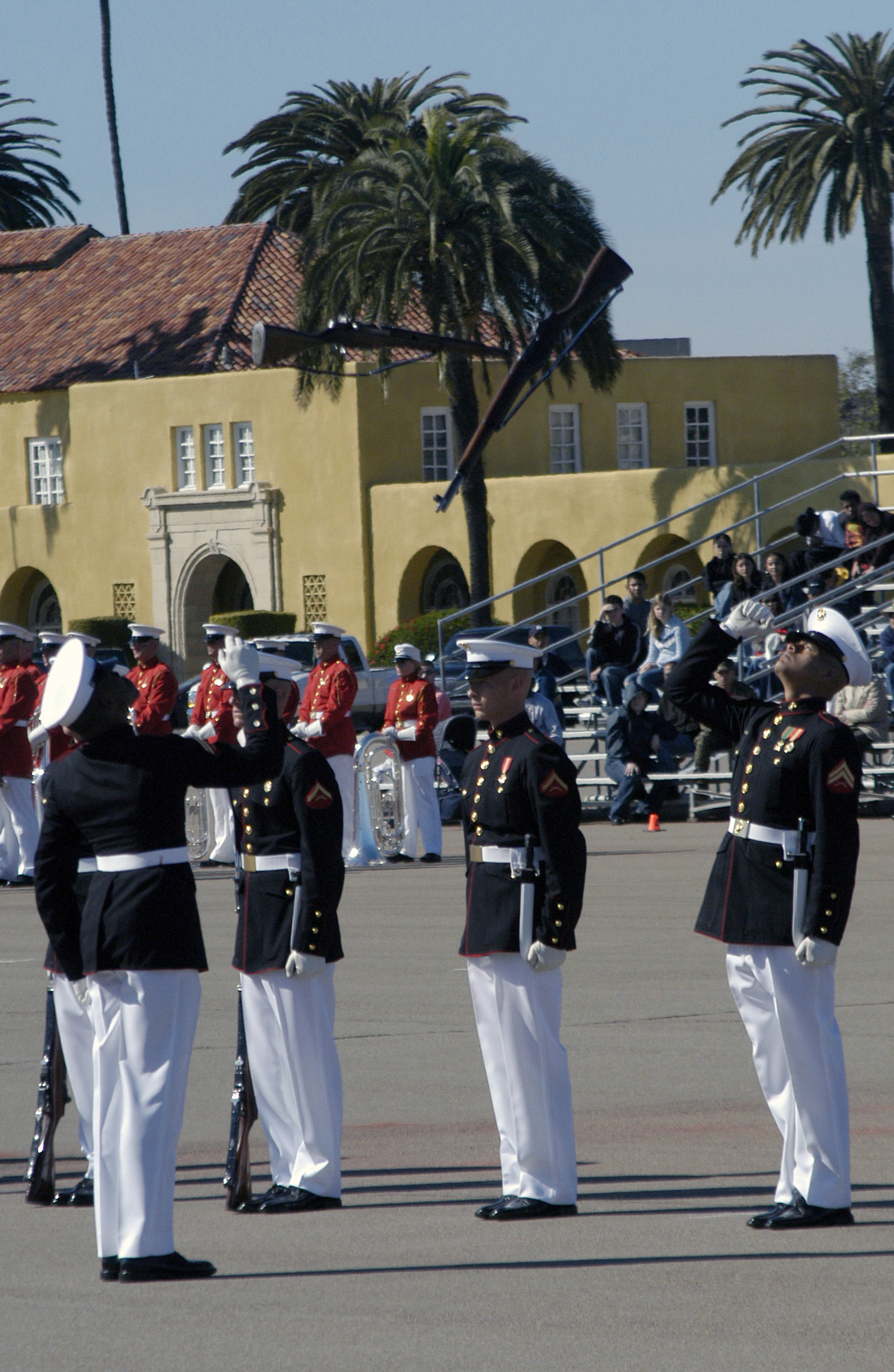
美國海軍陸戰隊無聲操槍排正在表演靜默操演

操演（英語：Drill team）是類似軍事化隊列為形式，在巡遊進行整體一致性的競技表演，可能是：
- 步操：基於閱兵行進的操練表演，以整齊步伐行進的隊列，可以攜帶器仗，也可以不攜帶器仗；[1] 更進一步的行進表演，可以在場地內做出各種花式動作，排列不同隊形的團體行動（日语：集団行動）。
- 槍操：使用步槍操演槍法，尤指結合隊列進行變換隊形的花式操槍表演。[2]
- 騎操（英语：Equestrian drill team）：騎著馬或摩托車的騎士，表演經過編排的動作和隊形。[3]
- 舞操：女性舞者組成的遊行隊伍，隨著音樂以精確的舞蹈動作進行表演，通常不攜帶任何道具。[4]
- 旗操：遊行隊伍中使用旗幟，或者綵球、花式棍等道具進行表演。

## 另見
- 團體操
- 行進樂隊
- 樂旗隊
- 樂隊女隊長（英语：Majorette (dancer)）
- 儀旗（英语：Pep flags）
- 行進競技（英语：Marching girls）
- 儀隊